# テルマエ・ロマン
「テルマエ・ロマン」は、チャットモンチーの12枚目のシングル。2012年2月8日にKi/oon Recordsから発売された。

## 解説
3週連続リリース第2弾。タイトル曲「テルマエ・ロマン」とそのショートバージョンのみの収録。
タイトル曲はフジテレビ系「ノイタミナ」枠テレビアニメ『テルマエ・ロマエ』主題歌として書き下ろされた楽曲。メンバーは曲提供について「元々（原作漫画を）大好きで読んでいたので、飛び付きました」と話している。チャットモンチーが「ノイタミナ」枠のアニメ主題歌を担当するのは、「シャングリラ」「ここだけの話」に次いで3度目となる。

## 収録曲
1. テルマエ・ロマン [3:41]
作詞・作曲：橋本絵莉子、編曲：チャットモンチー
2. テルマエ・ロマン (TV Edit) [1:30]
  - アニメ『テルマエ・ロマエ』作中で実際に放送されたショートバージョン。

## 収録アルバム
- 変身 (#1)
- BEST MONCHY 1 -Listening- (#1)